# Non-monogamie consensuelle
 (mai 2023).
La mise en forme du texte ne suit pas les recommandations de Wikipédia : il faut le « wikifier ».
Les points d'amélioration suivants sont les cas les plus fréquents. Le détail des points à revoir est peut-être précisé sur la page de discussion.
- Les titres sont pré-formatés par le logiciel. Ils ne sont ni en capitales, ni en gras.
- Le texte ne doit pas être écrit en capitales (les noms de famille non plus), ni en gras, ni en italique, ni en « petit »…
- Le gras n'est utilisé que pour surligner le titre de l'article dans l'introduction, une seule fois.
- L'italique est rarement utilisé : mots en langue étrangère, titres d'œuvres, noms de bateaux, etc.
- Les citations ne sont pas en italique mais en corps de texte normal. Elles sont entourées par des guillemets français : « et ».
- Les listes à puces sont à éviter, des paragraphes rédigés étant largement préférés. Les tableaux sont à réserver à la présentation de données structurées (résultats, etc.).
- Les appels de note de bas de page (petits chiffres en exposant, introduits par l'outil «  Source ») sont à placer entre la fin de phrase et le point final[comme ça].
- Les liens internes (vers d'autres articles de Wikipédia) sont à choisir avec parcimonie. Créez des liens vers des articles approfondissant le sujet. Les termes génériques sans rapport avec le sujet sont à éviter, ainsi que les répétitions de liens vers un même terme.
- Les liens externes sont à placer uniquement dans une section « Liens externes », à la fin de l'article. Ces liens sont à choisir avec parcimonie suivant les règles définies. Si un lien sert de source à l'article, son insertion dans le texte est à faire par les notes de bas de page.
- La présentation des références doit suivre les conventions bibliographiques. Il est recommandé d'utiliser les modèles {{Ouvrage}}, {{Chapitre}}, {{Article}}, {{Lien web}} et/ou {{Bibliographie}}. Le mode d'édition visuel peut mettre en forme automatiquement les références.
- Insérer une infobox (cadre d'informations à droite) n'est pas obligatoire pour parachever la mise en page.

Pour une aide détaillée, merci de consulter Aide:Wikification.
Si vous pensez que ces points ont été résolus, vous pouvez retirer ce bandeau et améliorer la mise en forme d'un autre article.
La non-monogamie consensuelle du latin, non, monos, un seul, gamos, mariage et consensus, accord, est une forme de relation affective et/ou sexuelle dans laquelle les partenaires impliqués consentent librement à partager des relations avec d’autres personnes à l’extérieur de la relation initiale. La non-monogamie consensuelle englobe toutes les configurations sexuelles qui ne sont pas monogames. Les règles et les limites varient selon les besoins de chacun. Il y a aucun paramètre fixe, ce qui signifie qu’une aventure d’un soir, une liaison occasionnelle et/ou une relation à long terme sont toutes des relations non-monogames consensuelles.

## Les enjeux familiaux
Dans les sociétés occidentales, le principe de « mononormativité » est un pilier des relations amoureuses. Selon celui-ci, les mœurs sociales sur le mariage positionnent la monogamie comme étant supérieure et plus éthique que toute autre forme de conjugalité. Ce discours culturel a un grand impact sur le modèle dominant, et donc, la manière dont les individus conçoivent leurs relations. Cet archétype majoritaire est tout de même repensé par une infime partie de la population qui préfèrent pallier les normes en déviant vers d'autres formes de relations amoureuses plus marginales comme le polyamour et le couple ouvert, qui s'inscrivent dans la non-monogamie consensuelle.
La famille en elle-même existe sous différentes formes, mais les fondations du couple restent les mêmes. Lorsque des individus rejettent le cadre normatif d’une relation monogame, l’entièreté de la famille en reçoit les contre-coups. Le système juridique ne considère pas le couple non-monogame comme juste, ce qui peut mettre ceux qui la pratique dans une situation précaire. Les différentes formes de non-monogamie consensuelle ne sont pas reconnues par la loi, ce qui complique la manière de conjuguer la famille et le polyamour. Ce déficit devant la loi peut être considéré comme un frein pour ce qui est, par exemple, de la garde d’enfant, de l’héritage ainsi que de la propriété.
Le couple non-monogame peut générer de la confusion chez les enfants qui sont habitués au couple monogame dicté par les normes sociales. Une étude basée sur 34 entrevues menées auprès de parents canadiens polyamoureux ou en couple ouvert (2021) a révélé que les parents investis dans des relations non-monogames préfèrent s’assurer que celles-ci soient stable et qu'elle perdurera dans le temps avant d’impliquer leurs enfants dedans. Cette certitude permet d’éviter un environnement instable et non-favorable pour les enfants.
Le jugement social représente un obstacle au fonctionnement d’une relation non-monogame, et peut avoir un impact négatif sur les enfants qui en sont impliqué. Malgré l’ouverture des mentalités, plusieurs stéréotypes persistent à propos de ce mode relationnel. Un grand nombre de personnes critiquent la pratique de la non-monogamie comme ayant un unique but, celui de satisfaire des désirs sexuels excessifs. Alors qu’au contraire, les gens investis dans des relations non-monogames voient cette pratique de l’amour libre comme un outil émancipateur ayant plusieurs bénéfices personnels. Le besoin qu’a notre société de renvoyer l’image du parent « parfait » qui suit les normes de la famille nucléaire exerce beaucoup de pression sur les couples non-monogames, qui décident, pour la plupart, de camoufler leurs relations multiples pour éviter que leurs enfants soient ostracisés par les critiques. Les parents non-monogames doivent faire face à de nombreux jugements de la part de la population qui doute qu'il soit possible de concilier leur relation avec la vie familiale.

## Les enjeux du patriarcat
La monogamie n'est pas un état naturel pour la majorité des espèces animales. La mythification de l'exclusivité sexuelle réprime la nature chasseur de l'espèce. Les appareils reproducteurs des hommes sont biologiquement conçus afin de féconder plusieurs femmes en même temps afin de conserver la reproduction de l'espèce. La polygynie est un système prédominant chez les animaux depuis le début de l’humanité. La non-monogamie est l'un des aspects le plus important qui a contribué à la perduration des espèces. Or, la polygynie engendre des conséquences à l'insu des femmes. Ce type de relation hiérarchise l'homme à un statut supérieur de la femme. Le droit international des femmes est menacé puisque ce type de relation est illégal au Canada. La polygynie apporte diverses problématiques aux droits des femmes. La reproduction excessive de l’homme engendre de nombreuses responsabilités financières. Les torts économiques affectent la situation financière de la femme et de son enfant alors le niveau de vie est restreint. La famille n’est pas reconnue légalement donc les prestations familiales sont inaccessibles. Plusieurs femmes en situation précaire sont victimes de ce type de relation et ne peuvent obtenir du soutien de l'état.

## La liberté
La non-monogamie consensuelle propose l'élargissement du sentiment amoureux. Le système patriarcal a glorifié l’exclusivité sexuelle comme étant le fondement d’un couple. Toutefois le modèle relationnel monogame ne convient pas à chaque individu. En effet, la non-exclusivité est un désir et les statistiques de l’adultère le témoigne. Il est impossible d’avoir les statistiques véridiques du pourcentage d’adultères en raison des unions libres et de la marge d’erreurs que l’étude implique. Toutefois un rapport américain appelé « rapport Hite » révèle que 70% des femmes et 92% des hommes auraient commis de l’adultère dans un mariage de plus de cinq ans. Le modèle de la non-monogamie consensuelle permet la liberté sexuelle. La non-monogamie consensuelle se penche sur la compassion. C’est-à-dire d'aimer un individu à part entière et d'accepter cet individu sans contrainte de ses propres convictions. Un amour qui s'appuie sur la liberté et non sur la fusion. Ce qui traduit l'épanouissement complet des partenaires

## Soin de santé et grossesse
La communication entre les individus en relation non-monogame est de mise et elle contribue à la satisfaction sexuelle et personnelle. Les règles établit par les membres varient dans chaque relation. La discussion la plus récurrente est l’utilisation du préservatif, car chaque rapport sexuel comprend un risque d’infection transmisse sexuellement ou par le sang. L’étude de Jacqueline Avanthay Strus révèle qu’ils consultent moins les soins de santé en raison de la stigmatisation du personnel de la santé. L’enjeu de ne pas consulter durant la grossesse entraine des conséquences. En effet, une consultation est de mise avant la conception d’un enfant afin de ne pas transmettre d’infection. La grossesse entraine un changement dans la relation. À cet égard, Jacqueline Avanthay Strus a étudié 6 participants non-monogame en transition vers la parentalité. L’étude relève que le mode de vie sexuelle diminue de façon considérable durant la conception de l’enfant jusqu’à quelque mois après la grossesse, car le rôle de parent occupe une plus grande importance.

## Aspect légal de la non-monogamie consensuelle
Les familles non monogames vivent des répercussions sur le plan économique et légal, car les grandes institutions sociales au Canada sont fondées sur le principe de dualité des relations entre adultes. Par exemple, le formulaire d’obligations fiscales prévoit que les contribuables puissent entretenir des relations successives, mais pas simultanées.
Le droit Québécois tout comme le droit Canadien désavantage et pénalise les relations polyamoureuses. Un enfant ne peut pas légalement avoir plus de deux parents. Les enfants issus de ce type d’union ont accès à peu de ressources émotives et financières lors d’une séparation d'un couple polyamoureux, car l'état fonctionne en principe de dualité et ne reconnaît pas cette union. Les parents sont pénalisés dans le processus d’adoption et d’attribution de la garde. Ceux-ci sont exclus des décisions relatives à la garde, à la surveillance et à l’éducation.

## Crime de la polygamie
Le crime de la polygamie vise toute forme d’union conjugale qui comporte plusieurs partenaires. C’est l’union conjugale et non sexuelle qui est visée. Donc, cette infraction ne vise pas le fait de commettre l’adultère. La pratique de la polygamie est un acte criminel au Canada depuis 1890. Les individus concernés sont passibles d’un emprisonnement maximal de cinq ans. La loi a été créée dans le code criminel lors de l’immigration des mormons au Canada. Ce groupe religieux pratiquait la polygamie c’est donc, pour cette raison qu’une loi a été créé pour les empêcher de faire cette pratique.

## Immigration des couples polyamoureux
Le mariage polygame au Canada est illégal. Il constitue une infraction en vertu du code criminel du Canada. Le Common Law prévoit qu’un mariage polygame peut être converti en mariage monogame si le couple vit une relation monogame à partir du moment où les individus concernés sont au Canada. Il faut des preuves factuelles que le couple devient monogame. Par exemple, en se divorçant des autres époux et épouses ou en se mariant de manière légale au Canada.
Le Canada est une terre d’immigration et donc, il est confronté au mariage polygame depuis un certain temps. Dans l’hypothèse où le mariage est déclaré invalide par les tribunaux, il existe un risque élevé de contestation constitutionnelle en vertu de la Charte canadienne des droits et libertés. La nullité d’un mariage polygame constituerait une atteinte justifiée à la liberté de religion et permettrait de faire appel à la notion de putativité du mariage.